# Efraín Juárez
Efraín Juárez Váldez (Mexikóváros, 1988. február 22. –) mexikói válogatott labdarúgó hátvéd.

## Pályafutása

### Pumas
Juárez 2001-ben, 13 évesen került az UNAM Pumas ifiakadémiájára. 2005-ben nagyszerű teljesítményt nyújtott az U17-es vb-n, melyet Mexikó meg is nyert. Ezután válogatottbeli csapattársával, Jorge Hernándezzel együtt leigazolta az FC Barcelona. Mivel alig kapott néhány percnyi játéklehetőséget a tartalékok között, 2008-ban visszatért a Pumashoz. Hamar bekerült a kezdőcsapatba, majd 2009-ben új szerződést kötött a klubbal.

### Válogatott
Juárez 2009. június 28-án, Guatemala ellen mutatkozott be a mexikói válogatottban. Ott volt a 2009-es CONCACAF-aranykupán, melyet meg is nyert válogatottjával. A 2010-es világbajnokságra is behívót kapott.
Ugyancsak megnyerte a 2011-es CONCACAF-aranykupát, ahol minden mérkőzést végigjátszott. Itt szerezte meg első válogatottbeli gólját is.

#### Mérkőzései a válogatottban
| Mexikó | Mexikó              | Mexikó                                           | Mexikó                  | Mexikó   | Mexikó           | Mexikó                          | Mexikó | Mexikó  |
| #      | Dátum               | Helyszín                                         | Hazai                   | Eredmény | Vendég           | Kiírás                          | Gólok  | Esemény |
| ------ | ------------------- | ------------------------------------------------ | ----------------------- | -------- | ---------------- | ------------------------------- | ------ | ------- |
| 1.     | 2009. június 28.    | San Diego, Qualcomm Stadion                      | Mexikó                  | 0 – 0    | Guatemala        | barátságos                      | 0      |         |
| 2.     | 2009. július 12.    | Glendale, University of Phoenix Stadium          | Mexikó                  | 2 – 0    | Guadeloupe       | CONCACAF-aranykupa, csoportkör  | 0      |         |
| 3.     | 2009. július 19.    | Arlington, Cowboys Stadium                       | Mexikó                  | 4 – 0    | Haiti            | CONCACAF-aranykupa, negyeddöntő | 0      |         |
| 4.     | 2009. július 23.    | Chicago, Soldier Field                           | Costa Rica              | 1 – 1    | Mexikó           | CONCACAF-aranykupa, elődöntő    | 0      | 48'     |
| 5.     | 2009. július 26.    | East Rutherford, Giants Stadium                  | Egyesült Államok        | 0 – 5    | Mexikó           | CONCACAF-aranykupa, döntő       | 0      |         |
| 6.     | 2009. augusztus 12. | Mexikóváros, Estadio Azteca                      | Mexikó                  | 2 – 1    | Egyesült Államok | vb-selejtező                    | 0      |         |
| 7.     | 2009. szeptember 5. | San Juan de Tibás, Estadio Ricardo Saprissa Aymá | Costa Rica              | 0 – 3    | Mexikó           | vb-selejtező                    | 0      |         |
| 8.     | 2009. szeptember 9. | Mexikóváros, Estadio Azteca                      | Mexikó                  | 1 – 0    | Honduras         | vb-selejtező                    | 0      | 86'     |
| 9.     | 2009. október 10.   | Mexikóváros, Estadio Azteca                      | Mexikó                  | 4 – 1    | Salvador         | vb-selejtező                    | 0      |         |
| 10.    | 2010. február 24.   | San Francisco, Candlestick Park                  | Mexikó                  | 5 – 0    | Bolívia          | barátságos                      | 0      | 55'     |
| 11.    | 2010. március 3.    | Pasadena, Rose Bowl                              | Mexikó                  | 2 – 0    | Új-Zéland        | barátságos                      | 0      | 46'     |
| 12.    | 2010. március 24.   | Charlotte, Bank of America Stadion               | Mexikó                  | 0 – 0    | Izland           | barátságos                      | 0      |         |
| 13.    | 2010. május 7.      | New Jersey, New Meadowlands                      | Mexikó                  | 0 – 0    | Ecuador          | barátságos                      | 0      |         |
| 14.    | 2010. május 10.     | Chicago, Soldier Field                           | Mexikó                  | 1 – 0    | Szenegál         | barátságos                      | 0      |         |
| 15.    | 2010. május 13.     | Houston, Reliant Stadium                         | Mexikó                  | 1 – 0    | Angola           | barátságos                      | 0      |         |
| 16.    | 2010. május 16.     | Mexikóváros, Estadio Azteca                      | Mexikó                  | 1 – 0    | Chile            | barátságos                      | 0      |         |
| 17.    | 2010. május 24.     | London, Wembley Stadion                          | Anglia                  | 3 – 1    | Mexikó           | barátságos                      | 0      |         |
| 18.    | 2010. május 26.     | Freiburg, Badenova Stadion                       | Hollandia               | 2 – 1    | Mexikó           | barátságos                      | 0      | 46'     |
| 19.    | 2010. június 3.     | Brüsszel, Baldvin király Stadion                 | Olaszország             | 1 – 2    | Mexikó           | barátságos                      | 0      | 16' 85' |
| 20.    | 2010. június 11.    | Johannesburg, Soccer City                        | Dél-afrikai Köztársaság | 1 – 1    | Mexikó           | vb-csoportkör                   | 0      | 17'     |
| 21.    | 2010. június 17.    | Polokwane, Peter Mokaba Stadion                  | Franciaország           | 0 – 2    | Mexikó           | vb-csoportkör                   | 0      | 47' 54' |
| 22.    | 2010. június 27.    | Johannesburg, Soccer City                        | Argentína               | 3 – 1    | Mexikó           | vb-nyolcaddöntő                 | 0      |         |
| 23.    | 2010. augusztus 11. | Mexikóváros, Estadio Azteca                      | Mexikó                  | 1 – 1    | Spanyolország    | barátságos                      | 0      |         |
| 24.    | 2010. szeptember 4. | Zapopan, Estadio Omnilife                        | Mexikó                  | 1 – 2    | Ecuador          | barátságos                      | 0      | 75'     |
| 25.    | 2010. szeptember 7. | San Nicolás de los Garza, Estadio Universitario  | Mexikó                  | 1 – 0    | Kolumbia         | barátságos                      | 0      |         |
| 26.    | 2011. március 29.   | San Diego, Qualcomm Stadium                      | Mexikó                  | 1 – 1    | Venezuela        | barátságos                      | 0      |         |
| 27.    | 2011. május 28.     | Seattle, CenturyLink Field                       | Mexikó                  | 1 – 1    | Ecuador          | barátságos                      | 0      | 68'     |
| 28.    | 2011. június 1.     | Denver, Invesco Field                            | Mexikó                  | 3 – 0    | Új-Zéland        | barátságos                      | 0      |         |
| 29.    | 2011. június 5.     | Arlington, Cowboys Stadium                       | Salvador                | 0 – 5    | Mexikó           | CONCACAF-aranykupa, csoportkör  | 1      | 54'     |
| 30.    | 2011. június 9.     | Charlotte, Bank of America Stadion               | Kuba                    | 0 – 5    | Mexikó           | CONCACAF-aranykupa, csoportkör  | 0      |         |
| 31.    | 2011. június 12.    | Chicago, Soldier Field                           | Mexikó                  | 4 – 1    | Costa Rica       | CONCACAF-aranykupa, csoportkör  | 0      | 53'     |
| 32.    | 2011. június 18.    | East Rutherford, New Meadowlands Stadium         | Mexikó                  | 2 – 1    | Guatemala        | CONCACAF-aranykupa, negyeddöntő | 0      |         |
| 33.    | 2011. június 22.    | Houston, Reliant Stadion                         | Honduras                | 0 – 2    | Mexikó           | CONCACAF-aranykupa, elődöntő    | 0      | 51'     |
| 34.    | 2011. június 25.    | Pasadena, Rose Bowl                              | Egyesült Államok        | 2 – 4    | Mexikó           | CONCACAF-aranykupa, döntő       | 0      |         |
| 35.    | 2011. augusztus 10. | Philadelphia, Lincoln Financial Field            | Egyesült Államok        | 1 – 1    | Mexikó           | barátságos                      | 0      | 42' 75' |
| 36.    | 2011. szeptember 2. | Varsó, Pepsi Arena                               | Lengyelország           | 1 – 1    | Mexikó           | barátságos                      | 0      | 74'     |
| 37.    | 2011. október 11.   | Torreón, Estadio TSM Corona                      | Mexikó                  | 1 – 2    | Brazília         | barátságos                      | 0      | 36' 52' |
| 38.    | 2011. november 11.  | Santiago de Querétaro, Estadio Corregidora       | Mexikó                  | 2 – 0    | Szerbia          | barátságos                      | 0      | 53' 91' |
| 39.    | 2012. február 29.   | Miami Gardens, Sun Life Stadium                  | Mexikó                  | 0 – 2    | Kolumbia         | barátságos                      | 0      | 80'     |
|        | Összesen            |                                                  |                         | 39       | mérkőzés         |                                 | 1      | gól     |